# Довга Гребля (село)
Довга Гребля (з 1930-х до 2016 року Леніне) —  село в Україні, у Переяславській міській громаді Бориспільського району Київської області. Населення становить 5 осіб.

## Історія
Перша відома згадка про Довгогребельський хутір належить до 1787 року і міститься у  «Книзі Київського намісництва». Належав хутір полковникові Андрію Іваненку і мешкало на хуторі 8 осіб.
Є на мапі 1826-1840 років як Довгогребельськой
Знову знаходимо відомості про хутір Довга Гребля у "Списку населених місць Полтавської губернії" 1862 року. Населення хутора за 75 років, що минули з часу першої згадки, зросло лише до 20 осіб (8 чоловічої та 12 жіночої статі), що мешкали у 5 дворах, а у 1911 році мешкало 43 особи (26 чоловічої та 17 жіночої статі) в 9 дворах
Хутір Довга Гребля отримав назву Леніне між кінцем 1930-х років та 1946 роком (на мапі РСЧА 1939-1941 рр. - ще х.Довга Гребля). Історичну назву відновлено 19 травня 2016 року.